# Marius Trésor
Marius Trésor, född 15 januari 1950 i Sainte-Anne, Guadeloupe, är en fransk före detta fotbollsspelare som var med på Pelés lista över de 125 bästa levande fotbollsspelarna.
Trésors karriär började i den franska klubben Ajaccio. Han spelade också för Olympique de Marseille och Girondins de Bordeaux. Med Marseille vann han Franska cupen 1976. Han vann även Ligue 1 1984 med Girondins de Bordeaux. Han spelade för det franska landslaget i VM 1978 och 1982. Han spelade 65 landskamper och gjorde fyra mål.

## Landslagsmål
| Nr | Datum           | Arena                                           | Motståndare  | Mål | Resultat | Tävling                 |
| -- | --------------- | ----------------------------------------------- | ------------ | --- | -------- | ----------------------- |
| 1. | 13 oktober 1974 | Parkstadion, Gelsenkirchen, Tyskland            | Västtyskland | 2-1 | Förlust  | Vänskapsmatch           |
| 2. | 30 juni 1977    | Maracanã, Rio de Janeiro, Brasilien             | Brasilien    | 2-2 | Oavgjort | Vänskapsmatch           |
| 3. | 7 oktober 1978  | Stade Josy Barthel, Luxembourg, Luxemburg       | Luxemburg    | 1-3 | Vinst    | Kvalspelet till EM 1980 |
| 4. | 8 juli 1982     | Estadio Ramón Sánchez Pizjuán, Sevilla, Spanien | Västtyskland | 3-3 | Oavgjort | VM 1982                 |